# Aublysodon
Genre
Espèce
Aublysodon (dent émoussée), baptisé ainsi par le paléontologue Joseph Leidy en 1869, est un dinosaure théropode carnivore semblant être un parent de petite taille du tyrannosaure. Il vécut en Amérique du Nord à la fin du Crétacé supérieur il y a environ 70 Ma.
On sait aujourd'hui que des dents semblables ont été trouvées avec d'autres restes de jeunes Daspletosaurus, ces dents attribuées à Aublysodon doivent appartenir au genre Daspletosaurus. Comme de telles dents appartiennent aussi à de jeunes Tyrannosaurinae autres que Daspletosaurus comme Tyrannosaurus, Thomas Carr ne considère plus Aublysodon comme représentant un véritable taxon biologique, mais bien un nomen dubium, un nom scientifique de peu d'utilité.
Une seule espèce est actuellement reconnue (sous réserve de nomen dubium) : Aublysodon mirandus.